# Aleksandra Pogorzelska
Aleksandra Pogorzelska (ur. 1978 w Polsce) – specjalistka w coachingu.  W 2003 otrzymała statuetkę Czerwonej Róży. Jest pierwszą Polką, która ukończyła dystans Ironmana w Triathlonie (3800 m pływanie, 180 km jazdy rowerem i 42 km biegu).

## Wykształcenie
Zdobyła tytuł magistra psychologii ze specjalizacją psychologii sportu oraz biznesu na SWPS w Warszawie. Jest także magistrem oraz doktorem wychowania fizycznego, które obroniła na Akademii Wychowania Fizycznego i Sportu w Gdańsku.
Ukończyła Studium Public Relations i Doradztwa Personalnego. Posiada uprawniania Certyfikowany Coaching Leadership Management International INC., Certyfikowana Sprzedaż Leadership Management International INC. Aktywnie uczestniczy w sporcie.

## Praca zawodowa
Wykładowczyni na Uniwersytecie SWPS w Warszawie oraz w Sopocie. Jest kierownikiem studiów podyplomowych z zakresu Psychologii w Sporcie Pozytywnym na Uniwersytecie SWPS. Jest kierownikiem modułu Psychologia w biznesie. Tworzy metody coachingowe z mistrzami sportu (m.in. z Robertem Korzeniowskim). Pisze poradniki. 

## Nagrody
Pogorzelska w 2003 roku otrzymała statuetkę Czerwonej Róży i została najlepszą studentką Trójmiasta. 